# Рене Буске
Рене Буске (фр. René Bousquet; Монтобан, 11. мај 1909 — Париз, 8. јун 1993) је био високи службеник Француске владе, који је вршио функцију генералног секретара полиције Вишијевског режима од маја 1942. до 31. децембра 1943.
Са двадесетједном годином постао је национални херој, јер је са пријатељем спасао десетине људи од дављења у реци. Овај подвиг му је донео орден Легије части. Био је склон радикалном социјализму. Као млад човек, постао је службеник у Министарству унутрашњих послова Француске.
У време Вишијевског режима и његове колаборације са немачким нацистима, био је на положају генералног секретара полиције. Лично је дозволио депортацију јеврејске деце у немачке логоре. Године 1943. његове полицијске јединице су асистирале Немцима у чишћењу Марсеја од 30.000 сумњивих грађана, од којих су 2.000 отпремљени у логоре смрти. Те године се састао са Хајнрихом Химлером који га је похвалио због колаборације.
За дела почињена у току рата суђено му је 1949. када је за њих добио минималну казну.
Током 1957. и 1958, преко политичких веза, повратио је одликовања и углед у друштву и реактивирао се у политици. Од средине 1960-их давао је подршку и имао блиске везе са Франсоа Митераном и другим високим француским политичарима.
Године 1986. избио је скандал везан за Бускеову прошлост и тврдње да су политичари умешани у скривање ових детаља. „Организација кћерки и синова депортованих јевреја“ га је 1989. оптужила за депортацију 194 јеврејска детета током рата, а овај случај је доспео на суд 1991.
Бускеа је убио поремећени убица 1993, тако да никада формално није осуђен за поменути злочин против хуманости.